# Neustadl (Brennberg)
Neustadl ist ein Gemeindeteil der Gemeinde Brennberg im Landkreis Regensburg (Oberpfalz, Bayern).
Die Einöde Neustadl hat 11 Einwohner, davon 10 mit Hauptwohnsitz (Stand: 31. Dezember 2016). 
Der Weiler liegt nordwestlich des Naturschutzgebiets Hölle. Oberhalb von Neustadl beginnt ein Wanderweg vorbei an zwei Bauernhöfe (wichtig: Orientierung) mit Schwierigkeitsgrad T1-T2 zum Höllbachtal.